# Chrysochlamys multiflora
Chrysochlamys multiflora är en tvåhjärtbladig växtart som beskrevs av Eduard Friedrich Poeppig och Endl.. Chrysochlamys multiflora ingår i släktet Chrysochlamys och familjen Clusiaceae. Inga underarter finns listade i Catalogue of Life.